# KSJK
A KSJK (korábban KRVC) a Dél-oregoni Egyetem tulajdonában álló középhullámú közszolgálati rádióadó, a Jefferson Public Radio hálózatának része és a National Public Radio tagja.
A Faith Tabernacle, Inc. tulajdonában álló KRVC 1960. október 23-án kezdett sugározni az ashlandi 1350 kHz-en, majd 1983-tól a talenti 1230 kHz-en hallgatható.
Stúdiója 2020. szeptember 8-án leégett; adása 2021 februárjában indult újra.

## Fordítás
- Ez a szócikk részben vagy egészben  a   KSJK című angol Wikipédia-szócikk ezen változatának fordításán alapul.  Az eredeti cikk szerkesztőit annak laptörténete sorolja fel. Ez a jelzés csupán a megfogalmazás eredetét és a szerzői jogokat jelzi, nem szolgál a cikkben szereplő információk forrásmegjelöléseként.